# عبر قلبي (فلم 1946)
عبر قلبي (بالإنجليزية: Cross My Heart) هو فيلم أبيض وأسود كوميدي أمريكي إنتاج عام 1946 من إخراج جون بيري وبطولة بيتي هوتون وسوني تافتس وريس ويليامز. كانت إعادة إنتاج لفيلم "اعتراف حقيقي" عام 1937 ، والذي استند في حد ذاته إلى مسرحية فرنسية عام 1934 مون كرايم كتبها جورج بير ولويس فيرنويل.

## سيناريو
محامي معتادًا على كذب خطيبته لدرجة أنه لم يصدق أنها لم ترتكب جريمة قتل. يدافع عنها وتمت تبرئتها، ثم تطلب منه مساعدتها في العثور على القاتل الحقيقي.

## طاقم التمثيل
- بيتى هيوتون بدور بيجي هاربر
- سوني تافتس بدور أوليفر كلارك
- ريس ويليامز كمدعي عام
- روث دونيلي بدور إيف هاربر
- آل بريدج بدور ديت. فلين
- إريس أدريان بدور الآنسة باجارت
- هوارد فريمان بدور والاس برنت
- لويس إل راسل كقاضي
- مايكل تشيخوف بدور بيتر

## روابط خارجية
- عبر قلبي  في قاعدة بيانات الأفلام على الإنترنت (بالإنجليزية)